# Vik (Hole)
Pour les articles homonymes, voir Vik (homonymie).
Vik est une agglomération de la municipalité de Hole, dans le comté de Buskerud, en Norvège.

## Description
Vik est le centre administratif de la municipalité de Hole et est situé près de Steinsfjorden (en), un bras du Tyrifjord, juste au sud de Viksåsen. Il est situé sur la route européenne 16 entre Sundvollen et Kroksund. Les bâtiments administratifs de la municipalité de Hole sont situés à Vik.
Le village de Vik a été nommé à l'origine pour la ferme Vik dans une crique du Steinsfjorden.

## Zones protégées
- Réserve naturelle de Storøysundet–Sælabonn
- Réserve naturelle de Viksåsen